# Abegesta remellalis
Abegesta remellalis là một loài bướm đêm trong họ Crambidae.